# Música en esperanto

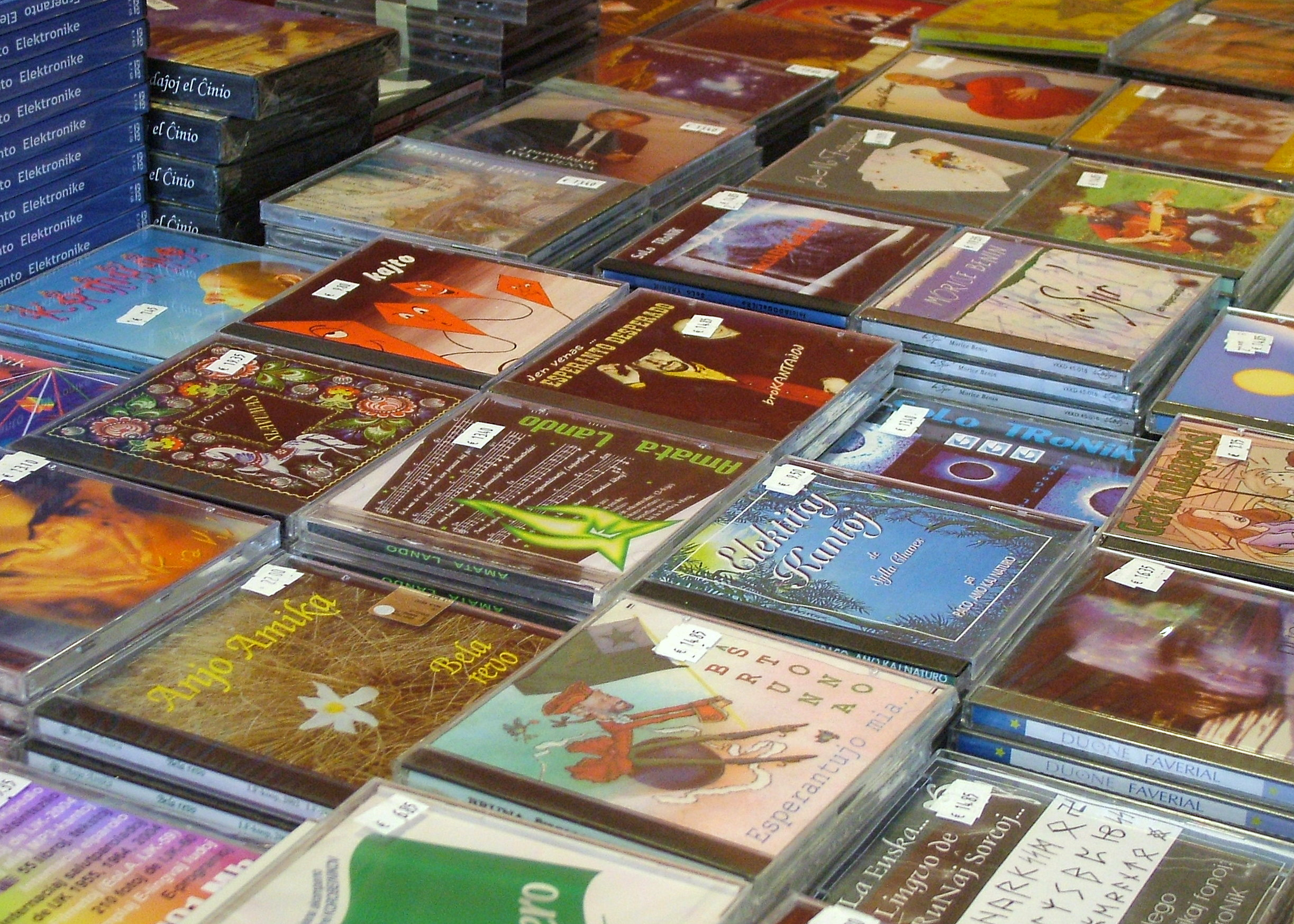
Música en esperanto.

Junto con la literatura, la música es una de los componentes más desarrollados de la cultura del esperanto, una lengua planificada utilizada para la comunicación internacional. La música en esperanto evoluciona al igual que el idioma, por eso con el nacimiento de este idioma también surgen canciones que lo utilizan para dar voz a sus textos. La armonía y la flexibilidad del esperanto facilitan su adaptación a los diferentes estilos musicales. También abundan las traducciones y adaptaciones de creaciones literarias.

## Historia
En los años sesenta aparecen los primeros discos de vinilo de grupos como Jen nia mondo, de los Países Bajos, Duo Espera y Ni kantu en Esperanto, de Estados Unidos, con la conocida canción La lingvo por ni.
En la década de los setenta surgen cantidades de nuevos artistas, que publican sus canciones en casete o vinilo. Junto con esos músicos se fundan las primeras distribuidoras esperantistas, como Edistudio en Italia o LF-koop en Suiza.
En los años ochenta aparecen los primeros grupos de música rock, como el internacional Amplifiki, con miembros de Suecia, Dinamarca y Francia, Persone de Estocolmo o Team de Eslovaquia. En 1986 nace en Suecia el festival de música esperantista más importante: Kultura Esperanto-Festivalo (KEF). En el año 1987, centenario de la creación del esperanto, surge EUROKKA, la asociación de rock en esperanto.
A finales de los ochenta y comienzos de los noventa aparecen los primeros discos de compacto, con nuevos artistas: Kajto (Países Bajos), Tutmonda Muziko (Alemania), Akordo (Países Bajos), JoMo, Jacques Yvart (Francia), Solotronik (España) y otros muchos. En 1990 Floréal Martorell, hijo de un exiliado español crea la productora Vinilkosmo, que edita un recopilatorio y discos de Amplifiki y La Rozmariaj Beboj con JoMo como cantante. También se imprime el primer número de ROK-gazet’, revista sobre música en esperanto.
A puertas del siglo XXI aparece una nueva generación de músicos y DJs, como DJ Nobbi (Alemania) DJ Kunar (Alemania), DJ Njokki (Italia), DJ Roĝer’ (Brasil) y otros músicos intérpretes como Chente (México).

## Estilos
Además de los himnos y canciones creados específicamente para el movimiento esperantista, entre los cuales debe citarse el himno oficial "La Espero", con letra del propio iniciador del idioma L. L. Zamenhof y música de Félicien Menu de Ménil (existen otras versiones, como la del compositor polaco Andrzej Koszewski), la música en esperanto cuenta hoy con suficientes calidad y diversidad de estilos y orígenes, cada vez más internacionales. Se han cultivado los más diversos estilos: rock, pop, música coral, lírica, folclórica, punk, hardcore, thrash metal, hip hop, música electrónica (techno, trance, dance, drum and bass, trip hop) reggae y músicas del mundo. Algunos ejemplos:
- Música clásica: existen diversas obras musicales clásicas en esperanto, incluyendo cantatas y alguna ópera, como Rusalka, de Dvořák, titulada en esperanto Najado.[1] y la ópera Zar y carpintero, de las cuales se conservan copias en el archivo de Radio Praga.[2] Principales autores: Lou Harrison, David Gaines y Pierre Kolp.
- Música coral: diversos coros cantan regularmente canciones en esperanto, entre otros Akordo, el Verda Stelo de Madrid y el Bretona Esperanto-Koruso.
- Música folclórica: Varios grupos han adaptado canciones populares al esperanto:
  - Kaj Tiel Plu, música occitana, catalana y de otras regiones.
  - Kajto: frisia y holandesa. También música infantil.
- Cantautores:
  - Georgo Handzlik
  - Ĵomart kaj Nataŝa
  - Ĵak Lepŭil'
  - Jacques Yvart
- Música reivindicativa:
  - Jomo kaj Liberecanoj (libertarios)
- Rock y pop:
  - Amplifiki
  - Dolchamar
  - Ekvinokso
  - Esperanto Desperado
  - Kore
  - La Perdita Generacio
  - La Porkoj
  - Merlin
  - Persone
- Reggae, ska:
  - La Rolls
  - Strika Tango
- Música electrónica:
  - DJ Kunar
  - Solotronik
  - MHz
- Hardcore, punk:
  - Krio de Morto
  - Picxismo
  - Kontraŭekzisto
- Musicales:
  - Kiam Parizo estis Parizo eĉ por ni esperantistoj - (Cuando París era París incluso para nosotros los esperantistas) producido por LF-koop en 1989 con la cantante Nikolin'.

## Congresos y festivales
Además, los congresos y sobre todo los festivales esperantistas suelen reunir a multitud de artistas y brindan la oportunidad de asistir a conciertos y representaciones teatrales. Son de destacar:
- EoLA: festival internacional esperantista de artes, que tiene lugar en Rusia, Ucrania o Bielorrusia.
- KEF: (Kultura Esperanto-Festivalo) se organiza en los países escandinavos.
- ARKONES Artaj Konfrontoj en Esperanto (Polonia).

## Kantaro-Vikio
Kantaro-Vikio es un sitio web con una colección de letras de canciones en esperanto y lo relacionado con ellas, como notas, comentarios y enlaces a la música disponible en internet.
La página principal dice "Bonvenon al libera esperanto-kantaro!" (literalmente: Bienvenido al cancionero-de-esperanto libre), una clara alusión al lema de Wikipedia, ya que usa el sistema wiki y es un proyecto colaborativo.
El 10 de noviembre de 2006 la cantidad de letras de canciones superó las 650.